# Campanula raineri
La campanula dell'arciduca (nome scientifico Campanula raineri Perp., 1817) è una pianta erbacea perenne, dai fiori blu a forma di campana, appartenente alla famiglia delle Campanulaceae.

## Etimologia
Il nome generico (campanula) deriva dalla forma a campana del fiore; in particolare il vocabolo deriva dal latino e significa "piccola campana".

Dalle documentazioni risulta che il primo ad usare il nome botanico di Campanula sia stato il naturalista belga Rembert Dodoens, vissuto fra il 1517 e il 1585. Tale nome comunque era in uso già da tempo, anche se modificato, in molte lingue europee. Infatti nel francese arcaico queste piante venivano chiamate campanelles (oggi si dicono campanules o clochettes), mentre in tedesco vengono dette Glockenblumen e in inglese bell-flower o blue-bell. In italiano vengono chiamate "campanelle". Tutte forme queste che derivano dalla lingua latina. L'epiteto specifico (raineri) è stato dato in onore di Rainer de Haarbach M. (1793–1847) di Graz, studioso della flora delle Prealpi Venete. Secondo altre etimologie il nome deriva dall'arciduca Ranieri d'Austria (1783–1853), viceré del regno Lombardo-Veneto.
Il binomio scientifico della pianta di questa voce è stato proposto dalla botanica Candida Lena Perpenti (1764–1846) nella pubblicazione Bibliot. Ital. Giorn. Lett. 5: 134 del 1817.

## Descrizione

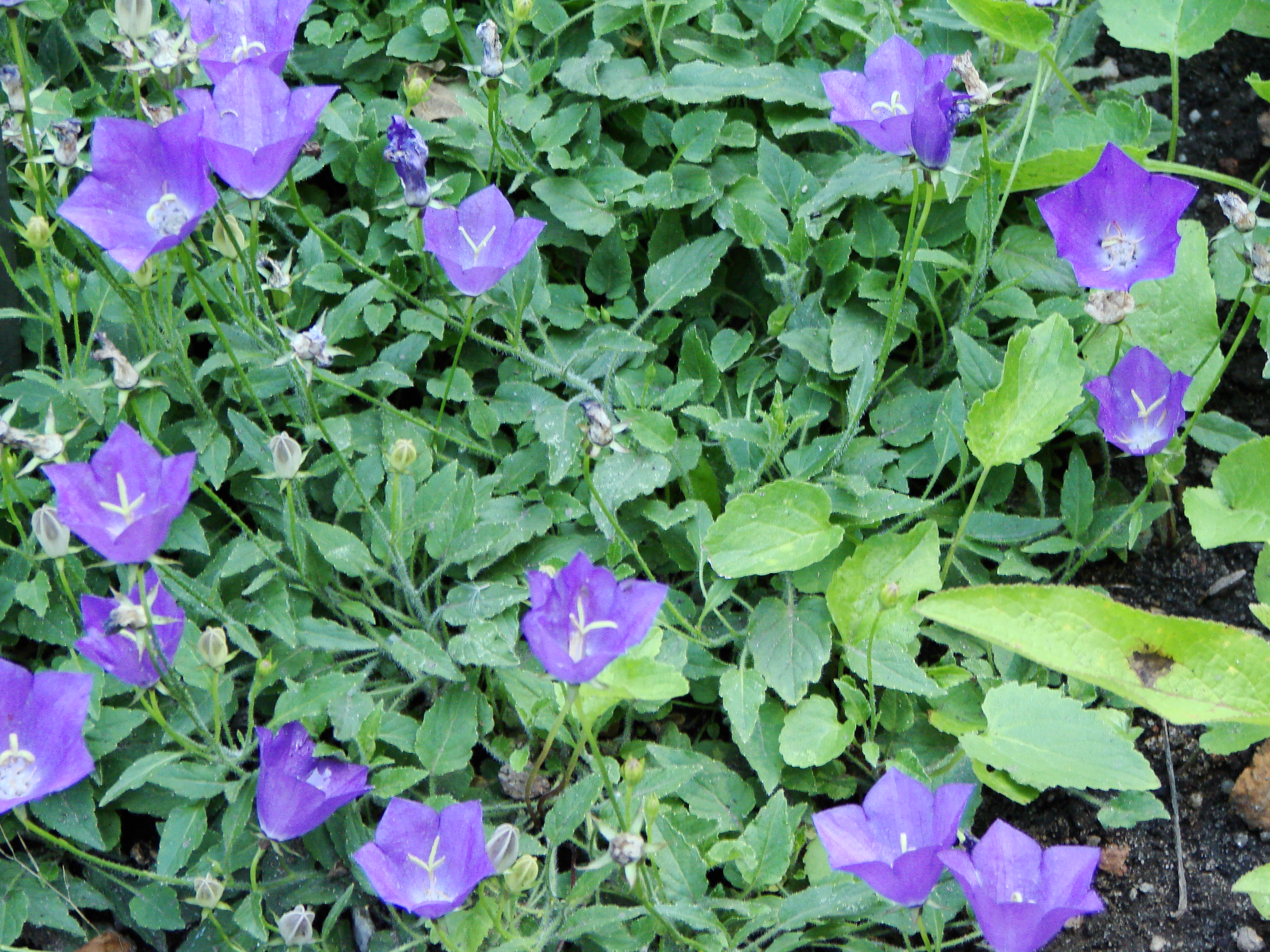
Portamento

Queste piante raggiungono una altezza di 5 – 10 cm. La forma biologica è emicriptofita scaposa (H scap), ossia in generale sono piante erbacee, a ciclo biologico perenne, con gemme svernanti al livello del suolo e protette dalla lettiera o dalla neve e sono dotate di un asse fiorale eretto e spesso privo di foglie. Il portamento di questa specie è densamente cespuglioso con fusti inseriti nella roccia.

### Fusto
La parte aerea del fusto è breve e più o meno eretta.

### Foglie
Le foglie hanno delle forme ellittiche o più o meno spatolate, sono ottuse e i bordi sono dentellati.

### Infiorescenza
L'infiorescenza è quella tipica dei racemi poco numerosi (racemi lassi) con piccoli fusti.

### Fiore

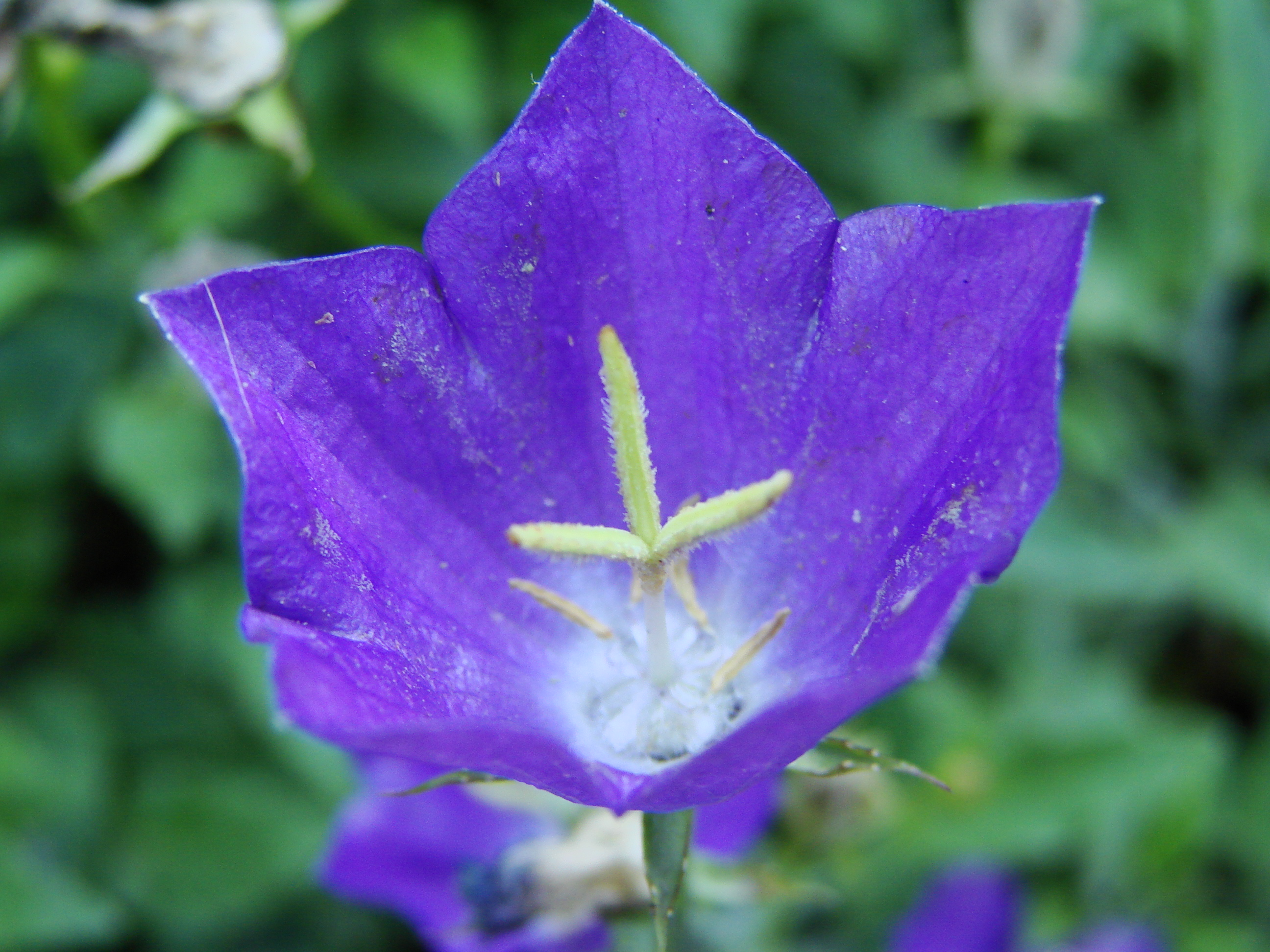
Il fiore

I fiori sono peduncolati e grandi; sono tetra-ciclici, ossia sono presenti 4 verticilli: calice – corolla – androceo – gineceo (in questo caso il perianzio è ben distinto tra calice e corolla) e pentameri (ogni verticillo ha 5 elementi). I fiori sono gamopetali, ermafroditi e attinomorfi.
- Formula fiorale: per questa pianta viene indicata la seguente formula fiorale:

K (5), C (5), A (5), G (2-5), infero, capsula
- Calice: il calice presenta un tubo terminante in 5 lacinie dentellate sui bordi.
- Corolla: la corolla è ampiamente campanulata con brevi denti ottusi. Dimensioni della campanula: larghezza 3 – 4 cm; lunghezza 3 cm.
- Androceo: gli stami sono 5 con antere libere (ossia saldate solamente alla base) e filamenti sottili ma membranosi alla base. Il polline è 3-porato e spinuloso.
- Gineceo: lo stilo è unico con 3 stigmi. L'ovario è infero, 3-loculare con placentazione assile (centrale), formato da 3 carpelli (ovario sincarpico). Lo stilo possiede dei peli per raccogliere il polline.
- Fioritura: da luglio ad agosto.

### Frutti
I frutti sono delle capsule ovoidi; sono poricide 3-loculari, con deiscenza laterale o nella parte apicale. I semi sono molto minuti.

## Riproduzione
- Impollinazione: l'impollinazione avviene tramite insetti (impollinazione entomogama con api e farfalle anche notturne). In queste piante è presente un particolare meccanismo a "pistone": le antere formano un tubo nel quale viene rilasciato il polline raccolto successivamente dai peli dallo stilo che nel frattempo si accresce e porta il polline verso l'esterno.[7]
- Riproduzione: la fecondazione avviene fondamentalmente tramite l'impollinazione dei fiori (vedi sopra).
- Dispersione: i semi cadendo a terra (dopo essere stati trasportati per alcuni metri dal vento, essendo molto minuti e leggeri – disseminazione anemocora) sono successivamente dispersi soprattutto da insetti tipo formiche (disseminazione mirmecoria).

## Distribuzione e habitat

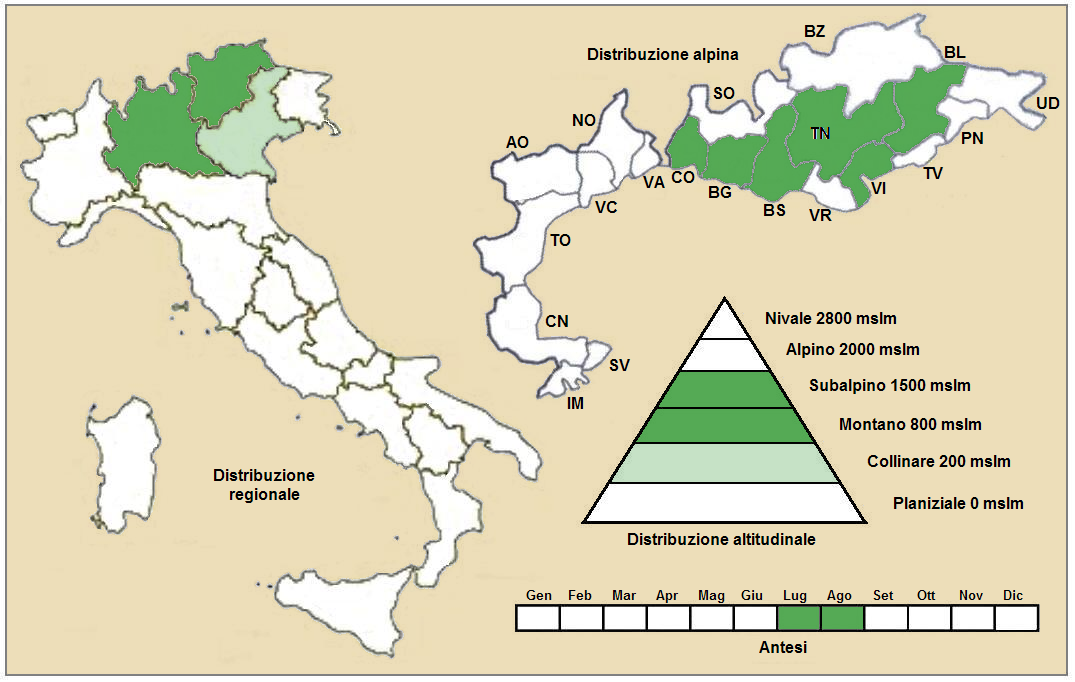
Distribuzione della pianta
(Distribuzione regionale – Distribuzione alpina)

- Geoelemento: il tipo corologico (area di origine) è Endemico - Alpico.
- Distribuzione: questa specie è presente solamente nella zona centrale delle Alpi italiane.
- Habitat: l'habitat tipico per questa pianta sono le rupi e le fessure calcaree; ma anche i ghiaioni,  le pietraie e le zone ruderali.  Il substrato preferito è calcareo con pH basico, bassi valori nutrizionali del terreno che deve essere umido.
- Distribuzione altitudinale: sui rilievi queste piante si possono trovare da 600 a 2000 m s.l.m.; frequentano quindi i seguenti piani vegetazionali: montano, subalpino e in parte quello collinare.

### Fitosociologia
Dal punto di vista fitosociologico Campanula raineri appartiene alla seguente comunità vegetale:
Formazione: delle comunità delle fessure, delle rupi e dei ghiaioni
Classe: Asplenietea trichomanis
Ordine: Potentilletalia caulescentis
Alleanza: Potentillion caulescentis
Associazione: Physoplexido comosae - Potentillenion caulescentis

## Tassonomia
La famiglia di appartenenza della Campanula raineri (Campanulaceae) è relativamente numerosa con 89 generi per oltre 2000 specie (sul territorio italiano si contano una dozzina di generi per un totale di circa 100 specie); comprende erbacee ma anche arbusti, distribuiti in tutto il mondo, ma soprattutto nelle zone temperate. Il genere di questa voce appartiene alla sottofamiglia Campanuloideae (una delle cinque sottofamiglie nella quale è stata suddivisa la famiglia Campanulaceae) comprendente circa 50 generi (Campanula è uno di questi). Il genere Campanula a sua volta comprende 449 specie (circa 50 nella flora italiana) a distribuzione soprattutto circumboreale.
Il Sistema Cronquist assegna al genere Campanula la famiglia delle Campanulaceae e l'ordine delle Campanulales mentre la moderna classificazione APG la colloca nell'ordine delle Asterales (stessa famiglia). Sempre in base alla classificazione APG sono cambiati anche i livelli superiori (vedi tabella all'inizio a destra).

### Sinonimi
Questa entità ha avuto nel tempo diverse nomenclature. L'elenco seguente indica alcuni tra i sinonimi più frequenti:
- Campanula perpentiae Moretti ex A.DC.
- Campanula reyneri  D.Dietr.
- Campanula sessiliflora  Vuk.

### Specie simili
- Campanula cenisia L. - Campanula del Moncenisio: i denti del calice sono interi e la corolla è lunga 10 – 15 mm. Si trova soprattutto nelle Alpi occidentali.
- Campanula zoysii Wulfen - Campanula di Zois: la corolla ha una forma tubuloso-conica, è ristretta verso la fauce e rigonfia alla base. Si trova principalmente in Carnia.

## Altre notizie
La campanula di Rainer in altre lingue è chiamata nei seguenti modi:
- (DE)  Rainers Glockenblume
- (FR)  Campanule de Rainer